# ナイマ・モラ
ナイマ・モラ（Naima Mora、1984年3月1日 - ）はアメリカ合衆国のモデル。ミシガン州デトロイト出身。